# Каунакакаї (Гаваї)
Каунакакаї (англ. Kaunakakai) — переписна місцевість (CDP) в США, в окрузі Мауї штату Гаваї. Населення — 3419 осіб (2020).

## Географія
Каунакакаї розташоване за координатами 21°5′22″ пн. ш. 157°0′2″ зх. д. / 21.08944° пн. ш. 157.00056° зх. д. (21.089440, -157.000460).  За даними Бюро перепису населення США в 2010 році переписна місцевість мала площу 42,60 км², з яких 33,22 км² — суходіл та 9,37 км² — водойми.

### Клімат
| Клімат : Каунакакаї   | Клімат : Каунакакаї | Клімат : Каунакакаї | Клімат : Каунакакаї | Клімат : Каунакакаї | Клімат : Каунакакаї | Клімат : Каунакакаї | Клімат : Каунакакаї | Клімат : Каунакакаї | Клімат : Каунакакаї | Клімат : Каунакакаї | Клімат : Каунакакаї | Клімат : Каунакакаї | Клімат : Каунакакаї |
| Показник              | Січ.                | Лют.                | Бер.                | Квіт.               | Трав.               | Черв.               | Лип.                | Серп.               | Вер.                | Жовт.               | Лист.               | Груд.               | Рік                 |
| Середній максимум, °C | 25,6                | 25,6                | 26,1                | 26,7                | 27,8                | 28,3                | 29,4                | 30,0                | 30,0                | 29,4                | 27,8                | 26,1                | 27,7                |
| Середній мінімум, °C  | 17,2                | 17,2                | 17,8                | 18,3                | 19,4                | 20,6                | 21,1                | 21,7                | 21,7                | 21,1                | 20,0                | 18,3                | 19,5                |
| Норма опадів, мм      | 94                  | 94                  | 64                  | 53                  | 36                  | 18                  | 15                  | 15                  | 20                  | 46                  | 71                  | 102                 | 628                 |
| --------------------- | ------------------- | ------------------- | ------------------- | ------------------- | ------------------- | ------------------- | ------------------- | ------------------- | ------------------- | ------------------- | ------------------- | ------------------- | ------------------- |
| Джерело: Weatherbase  |                     |                     |                     |                     |                     |                     |                     |                     |                     |                     |                     |                     |                     |

## Демографія
Згідно з переписом 2010 року, у переписній місцевості мешкало 3425 осіб у 1254 домогосподарствах у складі 850 родин. Густота населення становила 80 осіб/км².  Було 1533 помешкання (36/км²).
Расовий склад населення:
| - 23,9 % — вихідців з тихоокеанських островів - 22,2 % — азіатів - 15,4 % — білих - 0,5 % — чорних або афроамериканців - 0,3 % — корінних американців |

До двох чи більше рас належало 37,4 %. Частка іспаномовних становила 5,9 % від усіх жителів.
За віковим діапазоном населення розподілялося таким чином: 23,8 % — особи молодші 18 років, 55,9 % — особи у віці 18—64 років, 20,3 % — особи у віці 65 років та старші. Медіана віку мешканця становила 44,8 року. На 100 осіб жіночої статі у переписній місцевості припадало 92,2 чоловіків;  на 100 жінок у віці від 18 років та старших — 88,9 чоловіків також старших 18 років.
Середній дохід на одне домашнє господарство  становив 55 158 доларів США (медіана — 42 206), а середній дохід на одну сім'ю — 64 822 долари (медіана — 59 667). Медіана доходів становила 32 813 долари для чоловіків та 35 288 доларів для жінок. За межею бідності перебувало 12,5 % осіб, у тому числі 10,5 % дітей у віці до 18 років та 2,4 % осіб у віці 65 років та старших.
Цивільне працевлаштоване населення становило 1402 особи. Основні галузі зайнятості: освіта, охорона здоров'я та соціальна допомога — 28,0 %, мистецтво, розваги та відпочинок — 12,8 %, роздрібна торгівля — 11,6 %, публічна адміністрація — 11,6 %.